# 시그달

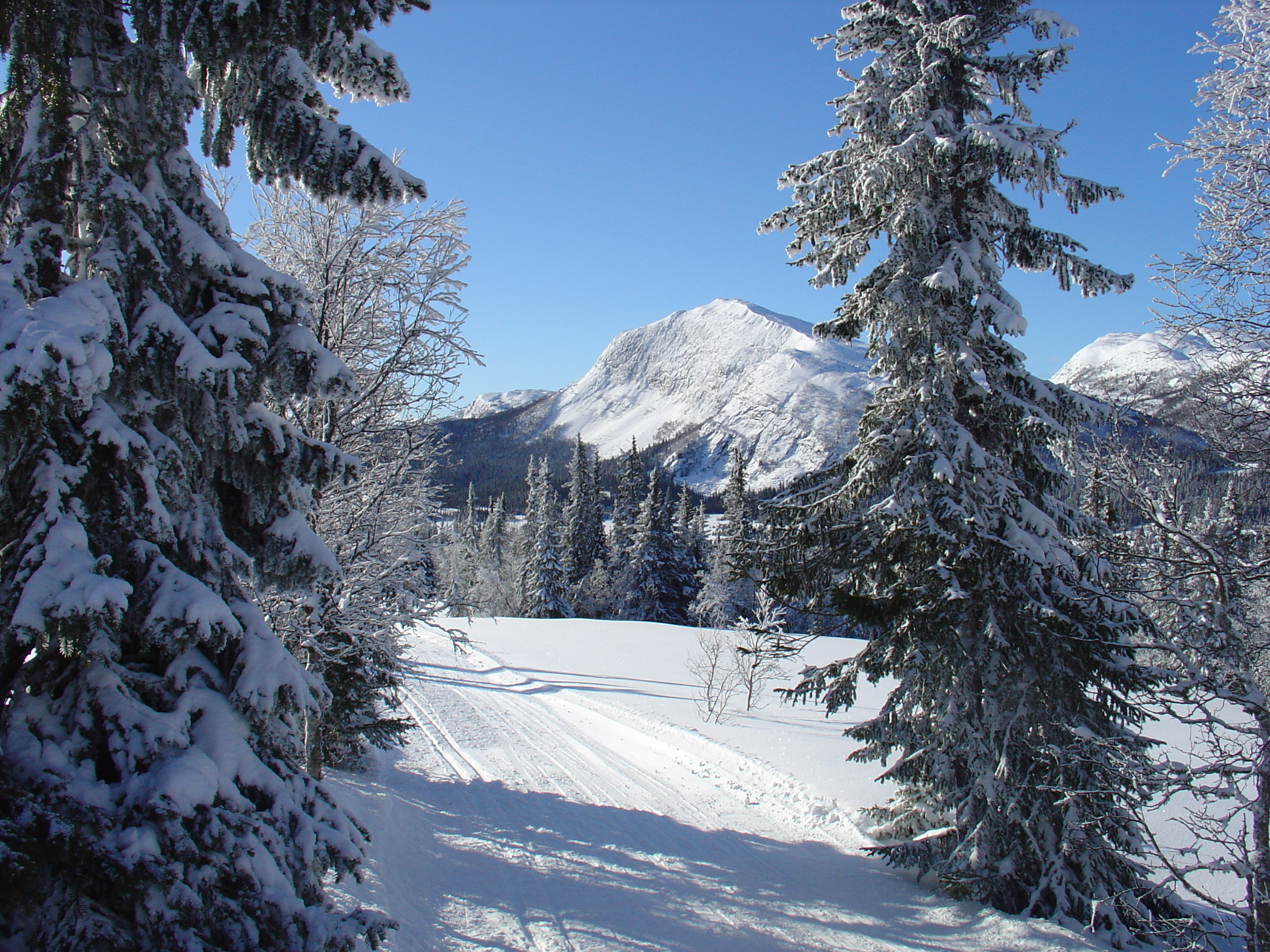
시그달

시그달의 위치

시그달(노르웨이어: Sigdal)은 노르웨이 부스케루주의 도시로 면적은 842km2, 인구는 3,530명(2004년 기준), 인구 밀도는 4명/km2이다.

시 문장

## 자매 도시
- 핀란드 애네코스키
- 아이슬란드 크베라게르디
- 스웨덴 외른셸스비크